# Сахюрта
Сахюрта́ (рос. Сахюрта) — село у складі Агінського району Забайкальського краю, Росія. Адміністративний центр та єдиний населений пункт Сахюртинського сільського поселення.
Стара назва — Дундо-Ага.

## Населення
Населення — 1005 осіб (2010; 863 у 2002).
Національний склад (станом на 2002 рік):
- буряти — 92 %